# Trojan Guitar
Trojan Guitar är en låt av den brittiska rockgruppen Hot Leg, skriven av bandets frontman Justin Hawkins. Låten återfinns på bandets debutalbum Red Light Fever. En musikvideo gjordes till låten och den var tänkt att släppas som gruppens första singel den 20 oktober 2008. Den gavs istället ut gratis som digital nedladdning på bandets officiella webbplats.
Sångaren Justin Hawkins har beskrivit låten som en "medeltids-epos".